# メアリー・エリザベス・バーバー
メアリー・エリザベス・バーバー（英: Mary Elizabeth Barber、1818年1月5日-1899年9月4日）は、19世紀における英国生まれの草分け的なアマチュア科学者である。幼少期にアフリカのケープ植民地に移住し、正式な教育を受けることなく、植物学、鳥類学、昆虫学の分野で名を挙げた。詩や絵画にも優れていた。研究成果は、所属するロンドン王立昆虫学会、キュー王立植物園、ロンドン・リンネ協会などの学会で発表された。

## 生い立ち
1818年1月5日、メアリー・エリザベス・バウカーとして、英国ウィルトシャー州サウスニュートンで生まれた。ノーサンバーランド州ゲーツヘッドに住むマイルズとアンナ・マリアの間に生まれた11人の子供の9番目で、長女であった。父マイルズはそこそこ裕福な羊農家で、自分の羊毛加工会社を持っていた。また、メアリーの生まれたサウスニュートンには、ペンブルック伯より貸し与えられた農地を持っていた。
1820年、父は家族を連れて、他の入植者とともに南アフリカ共和国のケープ植民地へと移った。南アフリカ政府が18歳以上のすべての男性に提供していた100エーカーの土地を活用したかったためである。バウカー一家はグラハムズタウン近くにあるアルバニーに土地を得た。ここで父は、自分の子供と他の労働者の子供のために学校を建てた。父親は学校で博物学を教え、その授業は子供たちに大きな影響を与えた。
メアリーと兄弟は博物学への愛を皆で分かち合ったが、メアリーの人生は、1838年に出版された、アイルランドの植物学者ウィリアム・ヘンリー・ハーヴィーの本『自然分類に従って配置された南アフリカの植物の属』によって変わった。メアリーは植物の構造とリンネ式分類体系の章に魅了された。ハーヴィーは同書の中で、ケープの植物相の記録を始められるように、標本を送ってほしいと読者に向けて要望していた。メアリーはこの要望に応え、多くの植物や種を送った。メアリーとハーヴィーの継続的なやり取りがなされたのは、女性が科学的議論の輪の中に入ることに対して一般的に受け入れがたかった時代のことであった。実際、メアリーは最初、自分が女性であることを明かさなかった。
メアリーは、南アフリカにおけるハーヴィーへの植物の主な提供者の1人になり、加えて多くの種の命名や分類においてもハーヴィーを支援した。約30年にわたる手紙のやり取りの中で、ハーヴィーに約1000種を、それぞれにメモ書きを添えて送った。メアリーはまた、1865年から植物学者のジョセフ・ダルトン・フッカーとも書簡を交わし、標本代わりに絵を送ったりした。
1842年、メアリーは、南アフリカに農場を作った分析化学者のフレデリック・ウィリアム・バーバーと結婚した。2人は、2人の息子と1人の娘を持った 。2人の孫には彫刻家のイヴァン・ミットフォード・バーバートンがいる。

## 科学的業績

### 植物学
バーバーは、南アフリカの動植物の収集と科学的観察を通じて、その時代の植物学に多大な貢献をした。そのため、バーバーにちなんで命名された動植物がいくつか存在する。バーバーと、弟の博物学者ジェームズ・ヘンリー・バウカーは、これまで知られていなかった多くの植物種をダブリン大学トリニティーカレッジのハーバリウムや、キューの王立植物園に送った。
Aloidendron barberae（アロエの木）は、バーバーが南アフリカの旧トランスカイで植物採集をしているときに初めて発見したものである。バーバーはその標本と花をキューの王立植物園に送り、1874年、バーバーの栄誉を称えてウィリアム・ターナー・シセルトン＝ダイアーによって名付けられた。さらに、バーバーが発見したLotononis harveyi (Mrs. Barber's beauty)にも、彼女にちなんだ名がつけられている。

### 昆虫学
結婚後、入植者とアフリカ先住民との間で長期間のゲリラ戦が起こり、夫のフレデリックはしばしば従軍するようになった。その間、バーバーは昆虫学や鳥に興味を持ち観察した。さらに弟のジェームズ・ヘンリー・バウカーとともにアフリカの蛾と蝶を記録しはじめ、研究結果を共有するため1863年に昆虫学者のローランド・トリメンと連絡を取った。ジェームズ・ヘンリー・バウカーは、トリメンの本に姉の描いたイラストを載せることを提案し、実際に1887年に出版されたトリメンとジェームズの本には、バーバーの絵が多く掲載された。
バーバーの観察及び考察は、トリメンや、ランの受粉における蛾の役割に関するチャールズ・ダーウィンの考えに貢献したとされる 。1863年、バーバーはローランド・トリメンによってダーウィンに紹介された。バーバーは、ダーウィンや、ダーウィンと科学的につながった他の博物学者と手紙や意見を交換した:Letter 5745。バーバーがダーウィンに与えた影響については、トリメンを介して間接的に伝えられた。1865年、バーバーは、「イナゴとイナゴ鳥」についてダーウィンに手紙を書いたことを明らかにした。しかし手紙を几帳面に保存しているダーウィンでありながら、この記録については残されていない。他の手紙では、バーバーがダーウィンの自然選択説に同意している様子がうかがえ、ケープ植民地におけるヨーロッパ入植者の支配をその根拠としている。

### その他の活動
バーバーは鳥類にも興味を示し、エドガー・レオポールド・レイヤードとは、レイヤードが著書「Birds of South Africa」を編集していた1850年代から1860年代中頃にかけて親しく交流した。その後、1869年から1870年にかけてネイチャーでカッコウの卵について論争が繰り広げられたときも、バーバーは自らの観測結果をレイヤードに送り、この内容はレイヤードによってネイチャーに掲載されている。
1850年代、バーバーは兄であるトーマス・ホールデン・バウカーの仕事である、南アフリカにおける石器時代の道具を最初に収集する作業を手伝った:10。1870年代には、一家はダイアモンドの発掘のためキンバリーに住み、バーバーはそこで南アフリカのダイアモンドと金の発見についての記事を書いた。また、ダイアモンドの産地の風景画も何枚か描いた:29。

## 科学社会
バーバーは科学に貢献したことによって、最終的に1878年、南アフリカ哲学協会に招待されるという、当時としては特筆すべき栄誉を受けた。そのとき、バーバーは次のように答えている。
"私は異議を唱えません。……そして、女性が控え目に科学社会の一員になるべきでない理由が全く見出せません。私は女性が公の場に出て、説教し、スピーチしたりすることによって男性の地位を奪うことは決して認めません。しかし私は、彼女たちがその人に適したいかなる協会にも入るべきではなく、そして控え目に恩恵を受けるべきでないということに対しても、いかなる理由を見出すことはできません。" 
バーバーは1878年6月26日に南アフリカ哲学協会に入会した。バーバーの、動物の生活習慣に基づいた特有の色に関する論文は、その年の後半に出版された。この論文は、雌雄選択における雌洗濯に関するダーウィンの理論について論じたアルフレッド・ラッセル・ウォレスの記事への返答として書かれたものである。バーバーは、雌は派手な求愛、光沢のある羽といった表現型に基づいて雄を選んでいるということを完全に認め、そして観察により実証した。
バーバーは、さらにオーストリアの主要な鳥類学会であるウィーン鳥類学会の女性初の会員となった。そしていくつかの論文はハンガリー語に翻訳された。ロンドン・リンネ協会は、1905年まで女性が会員になることは認められなかったため、バーバーは会員になることはなかったが、協会にて論文が発表され、それは1870年と1871年に学術雑誌に掲載された。

## 晩年
夫のフレデリックは1879年に南アフリカを離れイギリスで生活していた。バーバーは1889年、ヨーロッパ訪問のための資金をようやく得て、ヨーロッパでキューの王立植物園を初めて見学したほか、ヨーロッパ中の科学者の友人を訪ねた。フレデリックはバーバーがイギリスを訪れた際に一緒に南アフリカに戻り、1892年に死去した。フレデリックの死後、バーバーと子供はヨハネスブルグとピーターマリッツバーグで暮らした。そして1899年、バーバーはピーターマリッツバーグで死去した。

## 評価
バーバーは、正式な教育を受けることなく、南アフリカにおける博物学の分野において多大な功績を成した。バーバーは、同時代の南アフリカで最も先進的な女性ではないかと考える意見もある。
エドガー・レオポールド・レイヤードはバーバーについて、「最も正確な科学的観察者として植物界でよく知られています」と評価している。
同時期に活躍した英国出身の植物画家であるマリアンヌ・ノースはバーバーについて、すべての分野における博物学の権威としながらも、バーバーの絵については、自分が生まれる前の古い時代の描き方だと評している。現在においても、ノースと比べてバーバーの絵は評価されているとは言い難いが、1979年からキンバリーのマクレガー博物館に展示されているほか、21世紀に入ってからは南アフリカ国内の他の博物館でも絵が展示されたことがある。